# Stenoparmena nigra
Stenoparmena nigra là một loài bọ cánh cứng trong họ Cerambycidae.